# جوزيف ألفرد إرنست روي
جوزيف ألفرد إرنست روي هو قاضي وسياسي كندي، ولد في 3 أكتوبر 1871 في كندا، وتوفي في 17 أغسطس 1928 في كندا. حزبياً، نشط في الحزب الليبرالي الكندي وحزب كيبيك الليبرالي. وقد انتخب عضو الجمعية الوطنية في كيبك ‏ وانتخب عضو مجلس العموم الكندي.